# Grabbes kanal
Grabbes kanal är en ofullbordad kanal som ligger inom tätorten Karis i Raseborgs stad i regionen Västnyland i Finland. Den löper genom Lojoåsen på dess lägsta punkt alldeles i centrum av Karis. Den var ursprungligen en del av en 500–600 meter lång farled som förband Svartån i norr med Kilamossen vid Läppträsket i söder. Enligt vissa historiska urkunder anlades kanalen på medeltiden, i syfte att transportera byggnadsmaterial från inre delen av Finland till byggandet av Raseborgs slott. Kanalen blev dock aldrig fullbordad och har sannolikt endast fått verka som båtdrag. I dag finns inte heller något vatten i kanalen och den är på många ställen igenvuxen av sly och träd.